# Ingleses do Rio Vermelho

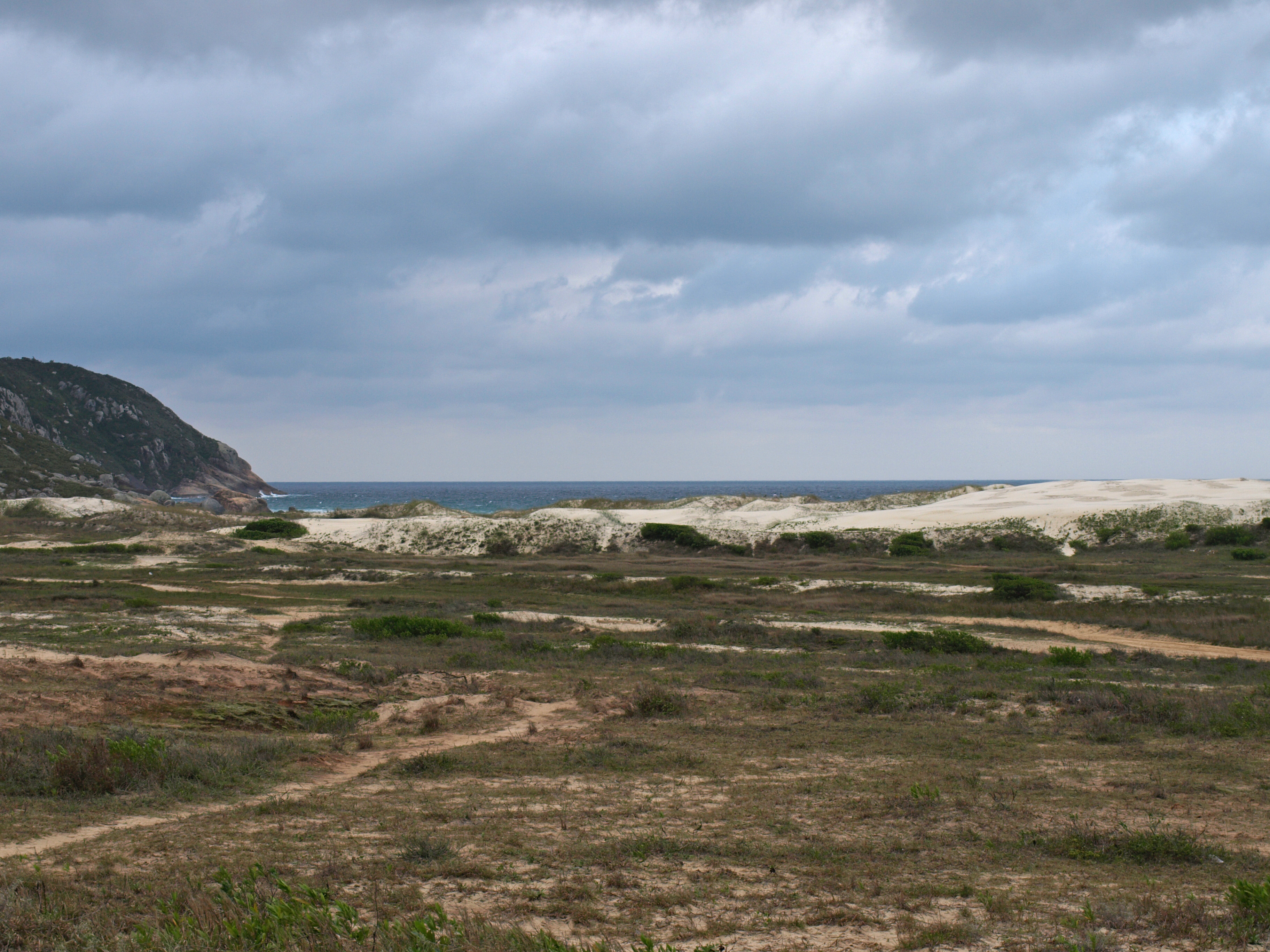
Dunes de sable dans le district de Ingleses do Rio Vermelho. Photo de 2008.

Ingleses do Rio Vermelho est un district de la municipalité Florianópolis, capitale de l'État brésilien de Santa Catarina. Il fut créé en 1831. Il couvre une superficie de 20 km² et se situe au nord-est de l'île de Santa Catarina, face à l'océan Atlantique, entre les districts de Cachoeira do Bom Jesus et de São João do Rio Vermelho.
L'origine de son nom viendrait du naufrage d'un navire anglais (ingleses signifie "anglais" en portugais) au XVIIIe siècle, ce qui aurait conduit des membres de l'équipage à choisir de s'installer dans la région.
Le siège du district se situe dans la localité d'Ingleses. Les autres localités du district sont:
- Sítio do Capivari
- Santinho (ou Aranhas dos Ingleses)

Située à 35 km du centre, la plage d'Ingleses, Praia dos Ingleses, est, parmi les plages de Florianópolis, la plage avec la plus importante population résidente. De nombreux investissement ont été réalisés ces dernières années pour doter la station balnéaire d'un importante infrastructure touristique.
La majeure partie de la population vient aujourd'hui d'autres villes et même d'autres États. La culture açorienne n'est aujourd'hui plus aussi marquée que dans d'autres localités de l'île de Santa Catarina. La pêche, qui a longtemps été le principal moyen de survie de la population, ne subsiste plus aujourd'hui que sous forme artisanale. Elle a principalement lieu durant les mois froid et concerne surtout le rouget.